# Tetranchyroderma insulare
Tetranchyroderma insulare is een buikharige uit de familie Thaumastodermatidae. Het dier komt uit het geslacht Tetranchyroderma. Tetranchyroderma insulare werd in 1994 voor het eerst wetenschappelijk beschreven door Balsamo, Fregni & Tongiorgi. 